# Vie et Passion du Christ
Vie et Passion du Christ er en fransk stumfilm fra 1903 af Lucien Nonguet og Ferdinand Zecca.